# Joe Yukl
Joe Yukl (* 5. März 1909 in New York City; † März 1981) war ein US-amerikanischer Jazz-Posaunist.

## Leben und Wirken
Joe Yukl begann, unterrichtet von seinem Vater, zunächst mit dem Violinspiel. Als Student an der Maryland University wechselte er zur Posaune und spielte 1926 in einer Studentenband, den Maryland Collegians, dann lebte er eine Weile in Ottawa, Kanada. 1927 zog er nach New York und spielte in den Ensembles von Tommy Dorsey, Red Nichols, Roger Wolfe Kahn und Fred Rich’s CBS Orchestra.
Im Jahr 1929 zog er krankheitsbedingt nach Maryland zurück; in den nächsten zwei Jahren arbeitete er vor allem rund um Baltimore. 1933 spielte er kurz mit Joe Haymes und kehrte schließlich in das Dorsey Brothers' Orchestra zurück. Die Dorsey-Brüder trennten sich 1935, Joe Yukl ging mit Jimmy Dorsey nach Kalifornien und blieb bis 1937 in seiner Band. Danach arbeitete er mit Frankie Trumbauer, Ben Pollack, Ray McKinley, Bing Crosby, Louis Armstrong und Ted Fio Rito. Danach war er meist als Studiomusiker in Hollywood tätig, spielte aber weiterhin mit Musikern wie Wingy Manone, Charlie LaVere und anderen. 1951 hatte er einen Auftritt in dem Film Rhythm Inn. In dem Musikfilm The Glenn Miller Story spielte er für den Schauspieler James Stewart, der Millers Rolle spielte, die Posaune; außerdem war er bei den Dreharbeiten als Coach für Stewart tätig. Yukl arbeitete bis in die späten 1960er Jahre als Studiomusiker.